# Malovanka, Șepetivka
Malovanka (în ucraineană Мальованка) este un sat în comuna Novîci din raionul Șepetivka, regiunea Hmelnîțkîi, Ucraina.

## Demografie
Componența lingvistică a localității Malovanka
     Ucraineană (94,24%)
     Rusă (3,6%)
     Alte limbi (0,72%)
Conform recensământului din 2001, majoritatea populației localității Malovanka era vorbitoare de ucraineană (94,24%), existând în minoritate și vorbitori de rusă (3,6%).